# Navaja

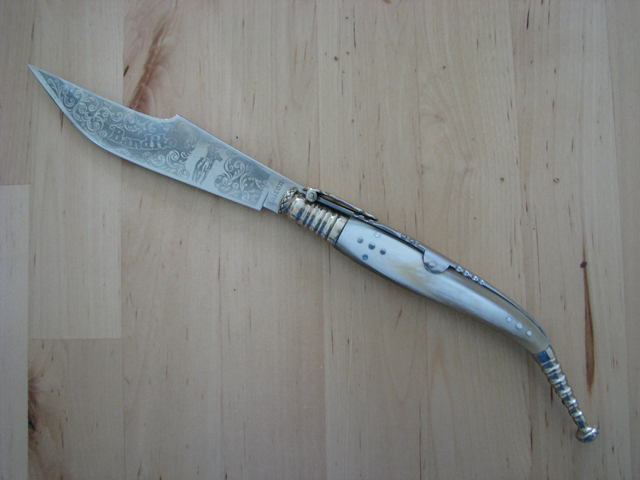
Navaja bandolera z blokadą głowni typu palanquilla

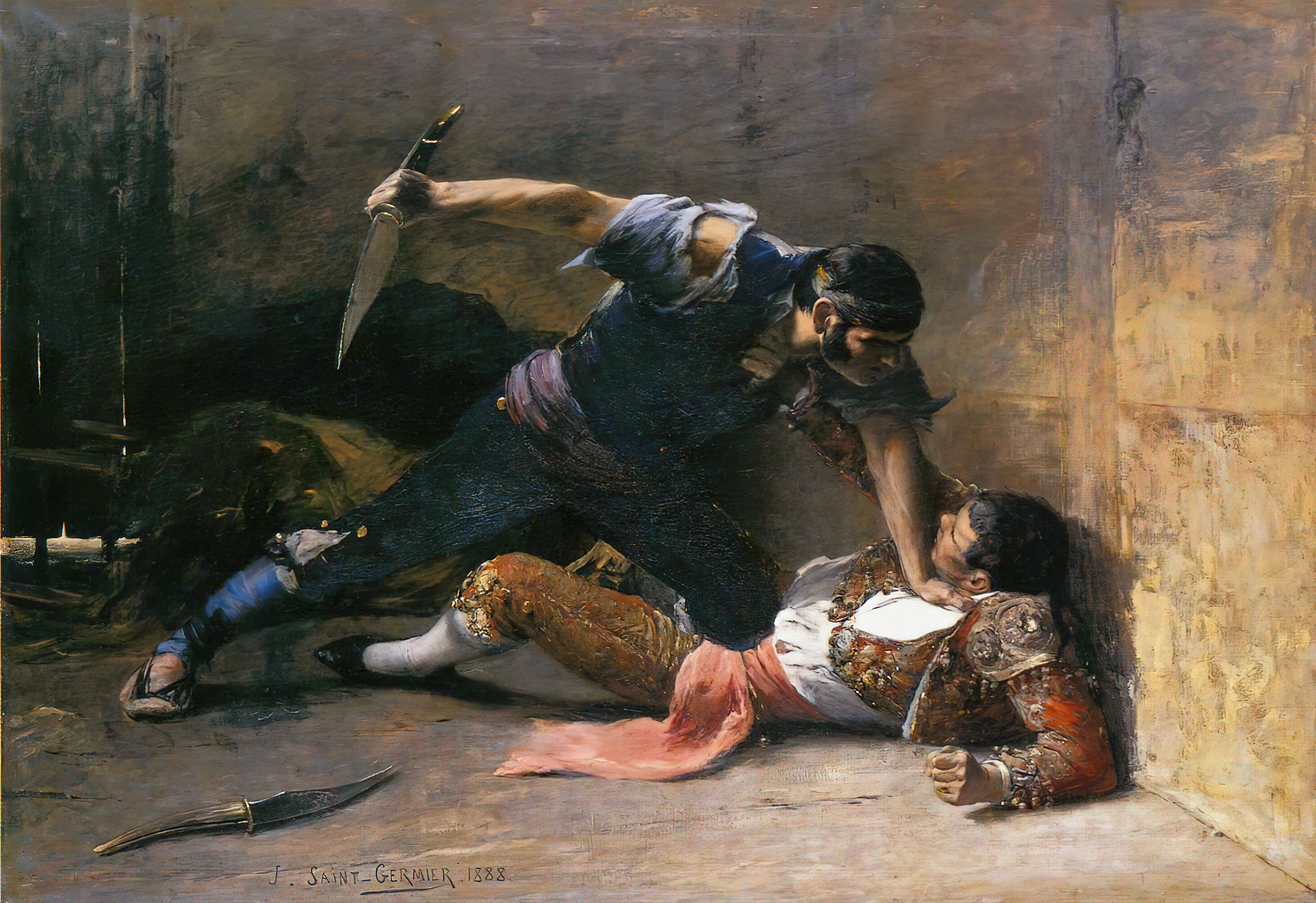
Joseph Saint-Germier, La Navaja

Navaja (czytaj nawaha) – tradycyjny, składany nóż hiszpański, którego początki datuje się na przełom XVI/XVII wieku. Navaja nie jest nożem, który posiada jeden, wyjątkowy kształt, chociaż zdecydowanie większość dawnych hiszpańskich navajas (do końca XIX wieku) charakteryzowała wygięta rękojeść i spore rozmiary (najczęściej od 18–24 centymetrów w stanie złożonym).

## Opis
Navajas miały szerokie zastosowanie, były to zarówno praktyczne narzędzia codziennego użytku jak i broń prostych ludzi. Dawniej słowem „navaja” określano wyłącznie noże składane posiadające jedną głownię i jedną krawędź tnącą. Obecnie „navaja” to po prostu nóż składany.
Istnieje wiele typów tych noży produkowanych aktualnie w kilku regionach Hiszpanii, od Asturii po Andaluzję, choć zdecydowanie głównym miejscem ich wytwarzania jest region Kastylia-La Mancha, a w nim dwa miasta: Albacete i Santa Cruz de Mudela. Rzemieślników (nożowników) produkujących navajas nazywa się cuchillero lub artesano.
Był popularną bronią plebejską, chętnie używaną przez Cyganów. Jej powstanie wiąże się ze średniowiecznymi ograniczeniami nakładanymi na plebs – władcy Katalonii zakazywali między innymi posiadania długiej broni nieskładanej, co zaowocowało powiększaniem popularnych składanych noży do rozmiarów umożliwiających użycie w walce. Z czasem stała się symbolem i elementem narodowego stroju.